# КС-1 (катер)
КС-1 (проект 370) — служебно-разъездной катер глиссирующего типа, серийно выпускавшийся в СССР с 1945—1946 годов. Был построен на заводе Министерства авиационной промышленности по проекту инженеров Гартвина и Пиама.
В годы СССР, помимо прочего, использовался речной милицией.
Испытания катера проходили осенью 1945 года на канале Москва—Волга.

## Конструкция
Салон катера был разделён на две части переборкой. В передней части салона располагался водитель и один пассажир, в задней части — остальные пассажиры. Двигатель располагался в отдельном кормовом отсеке.
Катер, помимо прочего, имел сирену, швартовое устройство, водоотливной насос и складной якорь.
Салон изнутри имел кожаную отделку и отличался повышенным комфортом.

## Технические характеристики
Катер отличался высокой манёвренностью, эксплуатационными качествами и имел следующие характеристики:
- Длина: 6 м.
- Ширина: около 2 м.
- Осадка: 0,6 м.
- Гребной винт: один стальной, трёхлопастной, диаметр 400 мм, с фиксированным шагом (ВФШ)[3][неавторитетный источник].
- Число мест: 6 (водитель и 5 пассажиров).
- Ёмкость топливного бака: 70 кг бензина.
- Скорость при полной нагрузке: 37,5 км/ч.
- Дальность плавания без дозаправки: 200 км (108 миль[3][неавторитетный источник]).
- Время торможения при выключении двигателя: 5 с (переход с полного хода вперёд на полный ход назад — 7 с).

### Двигатель
Катер оснащался стационарным бензиновым двигателем «ГАЗ-М-1» мощностью 50 л. с..

## Катер «КС-1» в кинематографе
На катере «КС-1» катался Семён Семёнович Горбунков (Юрий Никулин) в заключительной сцене фильма «Бриллиантовая рука».